# 罗穆阿尔多·帕切科
小何塞·安东尼奥·罗穆阿尔多·帕切科（英語：.，1831年10月31日—1899年1月23日），美国政治家、外交家，共和党人，曾任加利福尼亚州副州长（1871年-1875年）、加利福尼亚州州长（1875年）、美国众议院议员（1877年-1878年和1879年-1883年）、美国驻萨尔瓦多公使（1891年）、美国驻哥斯达黎加公使（1891年）、美国驻尼加拉瓜公使（1891年）、美国驻危地马拉公使（1891年-1893年）和美国驻洪都拉斯公使（1891年-1893年）。
帕切科是加州加入美国后迄今唯一的一位拉丁裔州长。帕切科还是美国众议院第一位具有完全投票权的拉丁裔议员。